# Geschichte des Amateurfunkdienstes

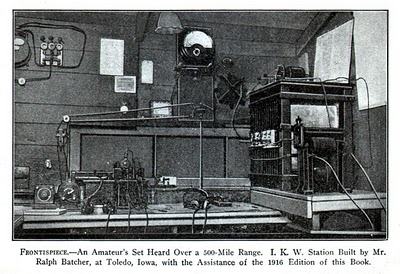
Amateurfunkanlage (ca. 1916)

Die Geschichte des Amateurfunks beschreibt die Entstehung des Amateurfunks und seine Weiterentwicklung bis in die Gegenwart. Dabei ist sie von Beginn an mit der allgemeinen Funktechnik und deren Geschichte aufs Engste verwoben, auch personell, da viele spätere Forscher und Entwickler als Funkamateure, oft bereits in jugendlichem Alter, begannen und der Amateurfunk sie durch das ganze Leben begleitete.

## Die Anfänge

Amateurfunk-Station (1921)

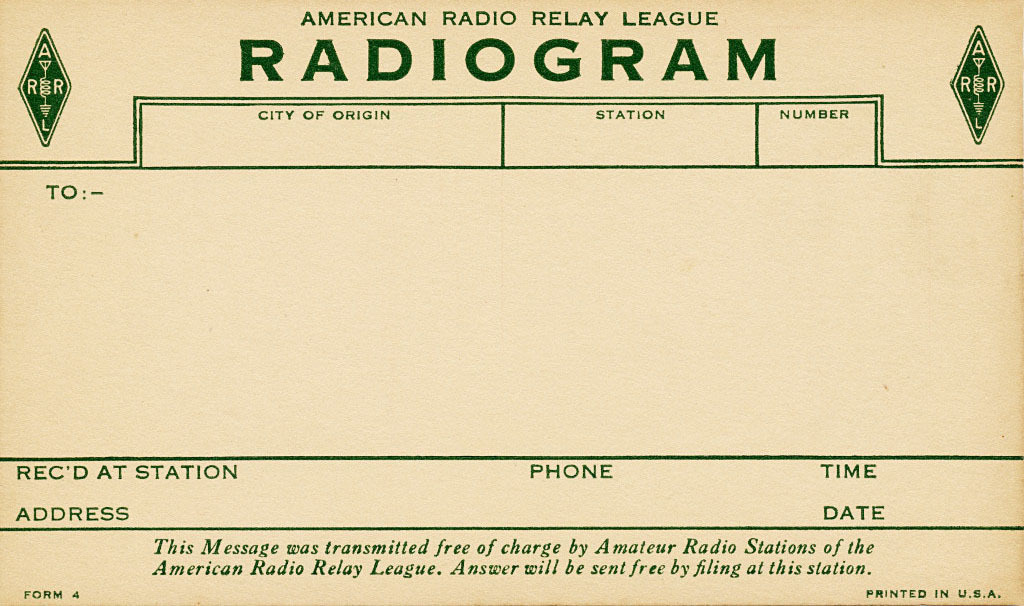
US-amerikanische Funkamateure der ARRL übermittelten auch kostenlose Telegramme, sogenannte Radiogramme.

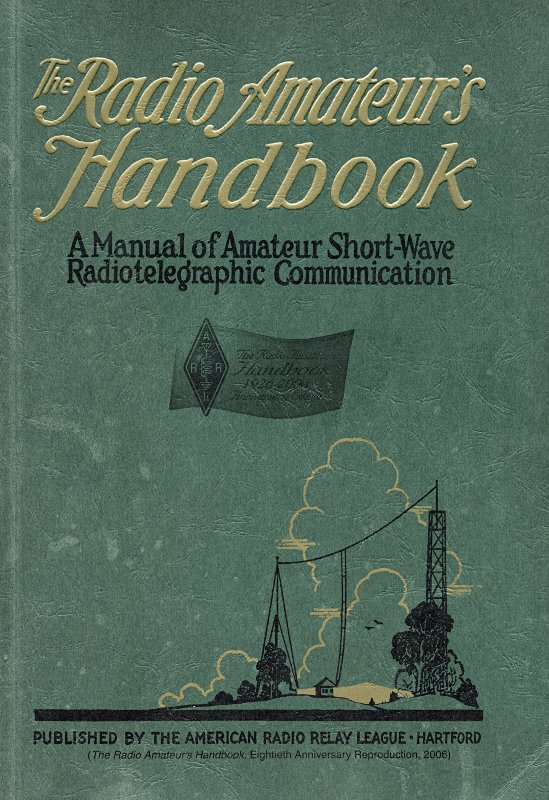
Handbuch der American Radio Relay League (1926)

Bereits 1873 wurde von James Clerk Maxwell auf Basis der Arbeiten von Michael Faraday die Existenz elektromagnetischer Wellen theoretisch vorhergesagt. Am 13. November 1886 gelang Heinrich Hertz im Experiment die Übertragung elektromagnetischer Wellen von einem Sender zu einem Empfänger. Die Berliner Akademie der Wissenschaften unterrichtete er am 13. Dezember 1888 in seinem Forschungsbericht „Über Strahlen elektrischer Kraft“ über die elektromagnetischen Wellen. Édouard Branly entwickelte um 1890 den Kohärer. Im Januar 1896 veröffentlichte Alexander Stepanowitsch Popow einen Artikel über ein „Gerät zur Aufspürung und Registrierung elektrischer Schwingungen“, mit dem er am 24. März 1896 anschaulich die drahtlose Übertragung von Signalen auf eine Entfernung von 250 m demonstrierte. Guglielmo Marconi baute das Gerät nach und ließ es im Juni 1896 patentieren. Damit beginnt die Geschichte der Drahtlosen Telegrafie. Da bei den frühen Sendern stets ein Funke beobachtet werden konnte, bildete sich im Deutschen die Begriffe des Funkers und Funkens.
Bereits um 1898 befassten sich weltweit naturwissenschaftlich Interessierte mit dieser neuen Technik. Da deren Aktivitäten nicht unbedingt mit ihren beruflichen Tätigkeiten in Verbindung standen, sieht man in diesen Akteuren die ersten Vorläufer des Amateurfunks.
Die ersten kommerziellen Stationen benutzten damals Frequenzen unterhalb von 1,5 MHz (man würde heute Langwelle beziehungsweise Mittelwelle dazu sagen). Hier konnte ein einzelner Sender weite Entfernungen überbrücken, benötigte dabei aber eine Sendeleistung in der Größenordnung einiger hundert Kilowatt oder sogar bis zu 2,5 MW (siehe auch: Radio Malabar). Auf höheren Frequenzen konnten selbst mit solch hohen Leistungen nur Entfernungen bis zu einigen hundert Kilometern überbrückt werden; daher wurden alle höheren Frequenzen (Kurzwelle) bis dahin nicht genutzt. Am 28. November 1923 wurde die erste zweiseitige Kurzwellen-Funkverbindung (QSO) über den Atlantik etabliert. Gesprächspartner waren die amerikanische Amateurfunkstation 1MO, betrieben von Fred Schnell, und ihr französisches Pendant Léon Deloy, F8AB. Das Funkgespräch fand auf einer Wellenlänge von etwa 110 m statt, also knapp unterhalb von 3 MHz.
Es stellte sich bald heraus, dass man auf den kurzen Wellen mit einem Bruchteil der Leistung auskam, welche die kommerziellen Großstationen auf den langen Wellen erzeugten. Bislang wurde nur die Ausbreitung der Bodenwelle untersucht, erst später entdeckten Wissenschaftler, dass Kurzwellen von der Ionosphäre reflektiert werden. Plötzlich war die Möglichkeit erkannt, europaweite und sogar weltweite Funkverbindungen mit Sendeleistungen im Watt-Bereich aufzubauen.
Im Laufe der Jahre siedelten sich viele kommerzielle Stationen auf den kurzen Wellen an. Wegen der kompakteren, einfacheren Antennenanlagen und des wesentlich geringeren Leistungsbedarfes waren die nötigen Investitionen wesentlich geringer.
Da sich jede neue Kurzwellenstation einfach eine ihr unbelegt erscheinende Frequenz suchte und auf Sendung ging, musste etwas unternommen werden, um ein Frequenz-Chaos zu vermeiden. Interessierte aus aller Welt traten deshalb im Jahre 1927 zu einer Weltfunkkonferenz zusammen und verteilten die kurzen Wellen (das sind die Wellen von 100 Meter bis etwa 10 Meter) unter den staatlichen und kommerziellen Funkstellen und überließen dem Amateurfunkdienst mehrere Frequenzbereiche in der Nähe von 160, 80, 40, 20, 15 und 10 Metern Wellenlänge.
Die Funkamateure hatten sich schon vor dieser entscheidenden Konferenz international organisiert und 1925 in der International Amateur Radio Union (IARU) zusammengeschlossen, um ihre Interessen vertreten zu können. Das Ergebnis dieser Konferenz wurde 1927 im Washingtoner Weltfunkvertrag niedergeschrieben.
Im selben Jahr verfasste der österreichische Astronom Josef Fuchs (1904–1989), ein Pionier des Amateurfunks und Gründungsmitglied des Österreichischen Versuchssenderverbandes ÖVSV, damaliges Rufzeichen 1JF, das Signalbuch für den Kurzwellenverkehr. Verlegt wurde das Handbuch durch dessen Landsmann Franz J. Fasching in Wien. Es erschien in der Zeit ab 1927 bis 1944 in insgesamt sieben Auflagen und wurde schnell zum deutschsprachigen Standard-Nachschlagewerk zum Thema.  Der Funk-Bastler, das damalige Fachblatt des Deutschen Funktechnischen Verbandes (D.F.T.V.), einem Vorläufer des heutigen DARC, schrieb im November 1929 anlässlich des Erscheinens der zweiten Auflage des Fuchs-Fasching mit Bezug auf die im Herbst 1927 erschienene Erstauflage: „es hat kaum einen deutschsprechenden Kurzwellenamateur mehr gegeben, der das ‚Signalbuch‘ nicht gekannt hätte“ und begrüßte die Neuauflage, „die eine sorgfältige Umarbeitung und starke Vermehrung des Stoffes erfahren hat.“ Die Bekanntheit und Beliebtheit dieses Nachschlagewerks hielt bis in die 1950er-Jahre an.
Heute ist es die Vollzugsordnung für den Funkdienst (VO Funk), die als Nachfolgerin des Abkommens von 1927 die Funknutzungen regelt und noch immer die Amateurfunkbänder enthält. Der Amateurfunkdienst war und ist amtlich anerkannt und als gleichberechtigter Funkdienst festgeschrieben.
Erste europäische Amateurfunkaktivitäten gab es in Großbritannien aufgrund des Wireless Telegraphy Act von 1904. Die ersten Lizenzinhaber waren Fachleute wie Guglielmo Marconi oder John Ambrose Fleming. Sie mussten starke Einschränkungen bei der Sendeleistung, der Reichweite (maximal zehn Meilen), den Frequenzen und den Betriebszeiten hinnehmen.

## Der Amateurfunk in Deutschland
In Deutschland erhielten anerkannte Funkvereine ab November 1924 Versuchssender-Genehmigungen. Da die Clublizenzen nur von wenigen Funkamateuren genutzt werden konnten und Individuallizenzen im Allgemeinen nicht vergeben wurden, kam es in der Folgezeit zu verstärktem illegalen Betrieb („Schwarzfunker“, „Piraten“). Ein weiterer Grund dafür waren die fehlenden Lizenzen für Telefonie (AM), die bisher Ausgegebenen waren nur für Telegrafie gültig. Am 28. Juli 1925 wurde der Deutsche Funktechnische Verband (D.F.T.V.) gegründet. Erster Präsident war Abraham Esau.
Ab August 1933 wurden von der Deutschen Reichspost Sendegenehmigungen für Funkfreunde ausgegeben.
Die Mitteilungen des Deutschen Amateur-Sende- und Empfangsdienstes (DASD) vom August 1933 berichteten: „180 Sendelizenzen erteilt!“ Bis 1939 stieg die Anzahl der Amateurfunkstellen auf etwa 600. Bedingung für den Erhalt einer Genehmigung war u. a. die Mitgliedschaft im DASD. Ab Kriegsbeginn 1939 wurden Kriegsfunksendegenehmigungen (KFSG) ausgegeben, deren Anzahl zu Kriegsende mehr als Hundert erreichte. Am 23. März 1949 wurden auf Grundlage des Amateurfunkgesetzes die ersten 700 Amateur-Sende- und Empfangsgenehmigungen erteilt. Ende 2024 betrug die Gesamtzahl der zugeteilten deutschen Rufzeichen 70.481.
In der DDR konnte eine Funklizenz von Mitgliedern der Gesellschaft für Sport und Technik (GST) erworben werden.
Nach der Wiedervereinigung gab es für die neuen Bundesländer Übergangsregelungen, die beispielsweise auf dem 30-Meter-Band höhere Sendeleistungen erlaubten, als in den alten Bundesländern zugelassen waren.

## Entwicklungen ab 1945

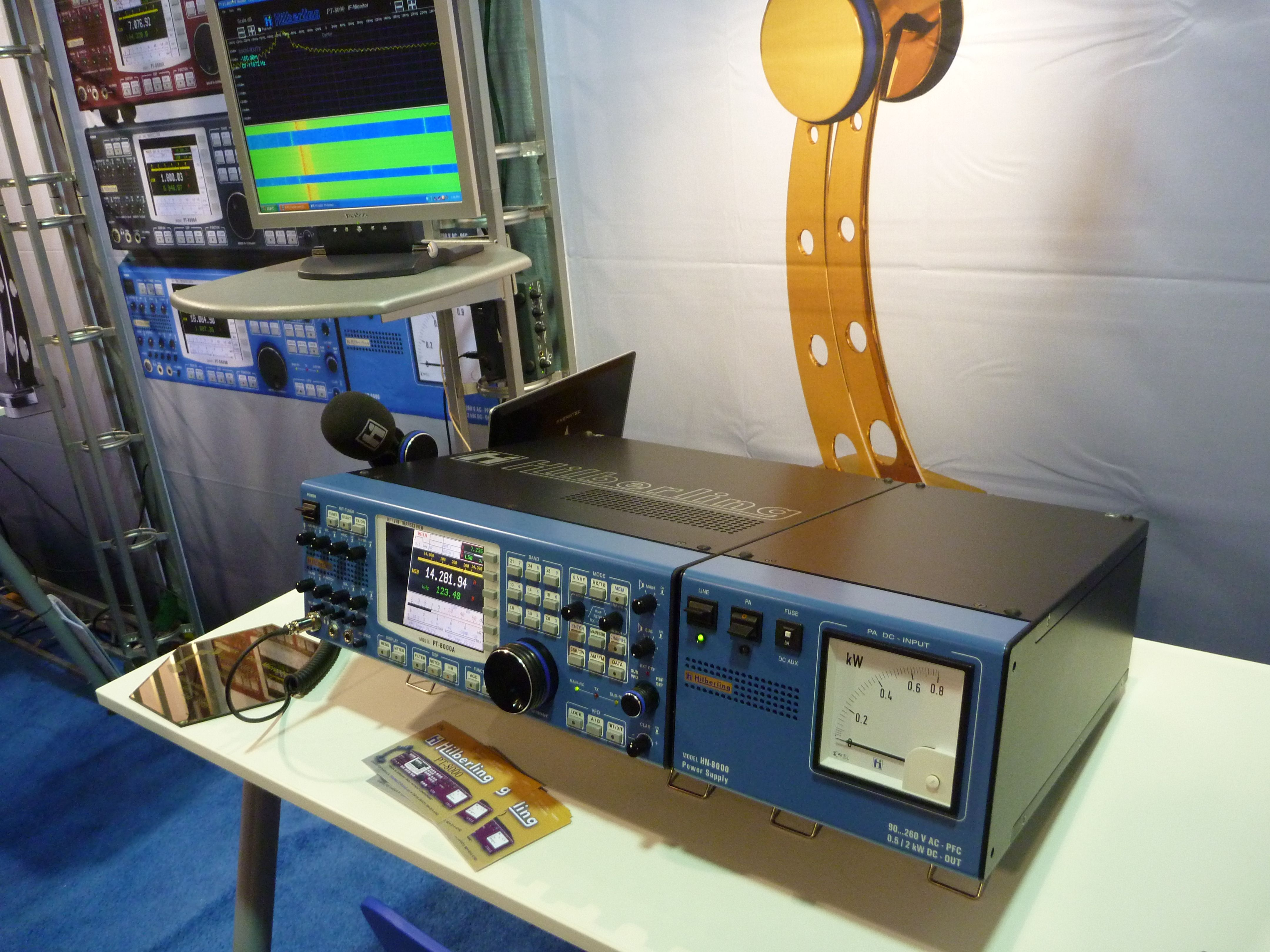
Kommerzieller Amateurfunk-Sendeempfänger der Firma Hilberling aus Deutschland

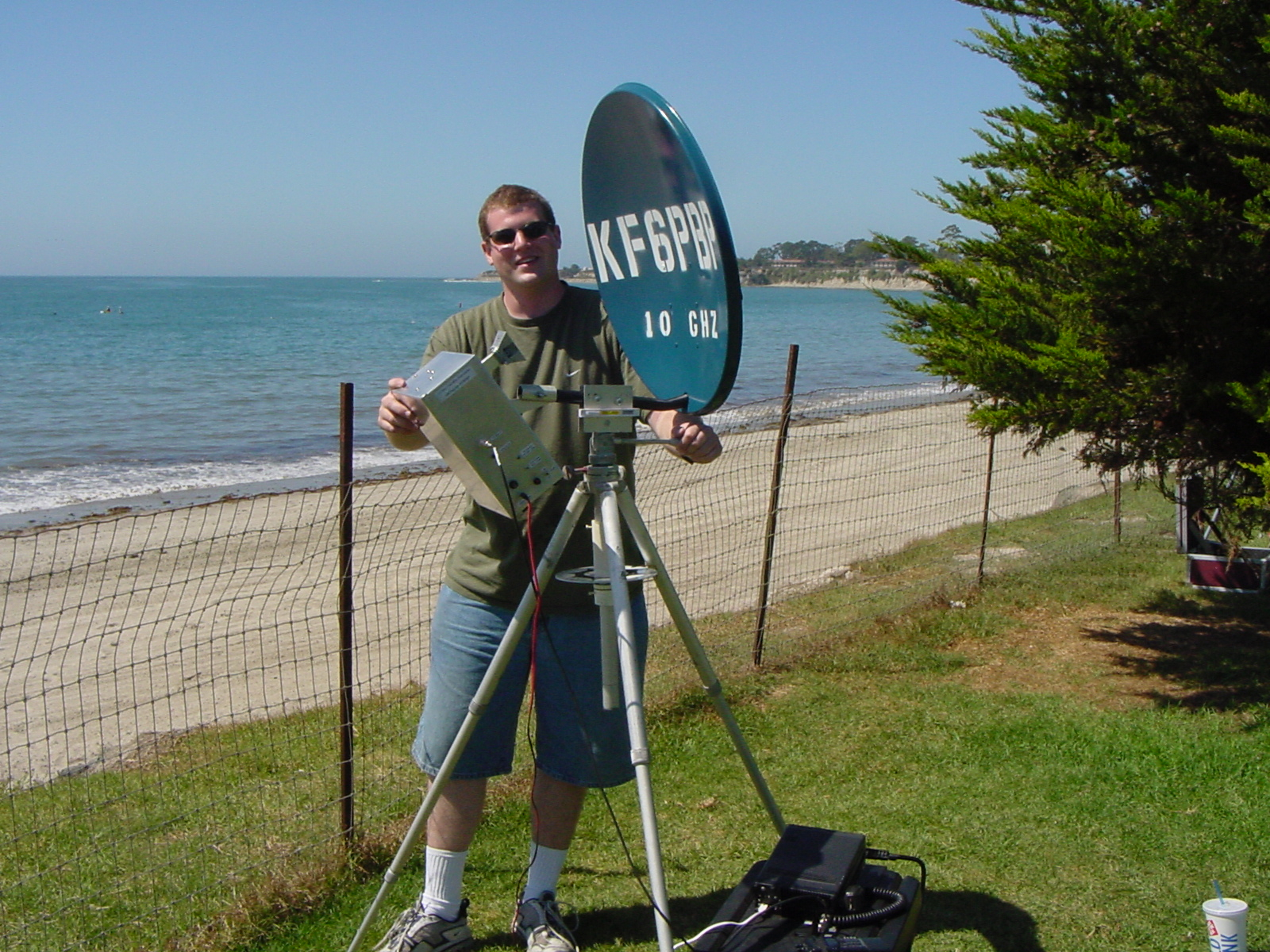
Kalifornischer Funkamateur mit Sendeempfänger auf 10 GHz

Als nach dem Zweiten Weltkrieg der Amateurfunkbetrieb wieder erlaubt wurde, erzielten Funkamateure unter anderem folgende technische Erfolge:
- 1946 erste Amateurfunk-Verbindung auf 10 GHz (3-Zentimeter-Band) und auf 21 GHz, durch amerikanische Funkamateure[13]
- 1953 erste Erde-Mond-Erde-Echos im Amateurfunk
- 1960 erste Erde-Mond-Erde-Verbindung (zweiseitig)
- 1961 erster Amateurfunksatellit in einer Erdumlaufbahn (OSCAR 1 mit einer Telemetriebake, erster aktiver Kommunikationssatellit war Courier 1B 1960 und erster ziviler aktiver Kommunikationssatellit Telstar 1 1962)
- 1965 erster aktiver Amateurfunksatellit OSCAR 3 (mit Lineartransponder)
- 1965 erste Satellitenverbindung USA/UdSSR überhaupt (OSCAR 4)
- 1975 erster Intersatelliten-Link überhaupt (OSCAR 7)
- 1975 erste Amateurfunk-Verbindung auf 24 GHz (1,2-Zentimeter-Band), durch englische Funkamateure
- 1981 Der Förderverein Amateurfunkmuseum e. V. wird gegründet[14]
- 1983 erste Amateurfunk-Verbindung mit dem Space Shuttle[15]
- 1984 erste Amateurfunk-Verbindung auf 47 GHz, durch Schweizer Funkamateure
- 1985 erste Amateurfunk-Verbindung auf 76 GHz, durch Schweizer Funkamateure
- 1992 erste Amateurfunk-Verbindung auf 145 GHz, durch deutsche Funkamateure
- 1993 erste Amateurfunk-Verbindung auf 241 GHz (1,2-Millimeter-Band), durch deutsche Funkamateure
- 2006 Empfang von Signalen der Sonde Voyager 1 aus 14,7 Mrd. km Entfernung auf 8415 MHz mit dem 20-m-Spiegel der Sternwarte Bochum durch AMSAT Deutschland
- 2009 erste Erde-Venus-Erde-Echos im Amateurfunk
- 2019 erster Transponder auf einem geostationären Nachrichtensatellit (Es’hail-2).